# Vasco
Vasco ist ein Vorname und Familienname.

## Herkunft und Bedeutung
Vasco ist ein in den 1970er Jahren entlehnter männlicher Vorname spanischer oder portugiesischer Herkunft, der sich aus Velasco/Belasco, einem auf der Iberischen Halbinsel im Mittelalter häufigen Namen baskischen Ursprungs (wohl zu bask. belatz „Krähe“), entwickelt hat. Die Namensform ist also nicht von dem gleichlautenden Adjektiv vasco „baskisch, Baske“ abzuleiten. Der Name wurde durch Vasco da Gama bekannt. Er ist als Vor- und Familienname verbreitet. In patronymischer Bildung von Vasco abgeleitet sind die spanischen Familiennamen Vásquez und Vázquez.

## Namensträger

### Vorname
historisch
- Vasco Núñez de Balboa (1475–1519), spanischer Entdecker und Konquistador
- Vasco de Quiroga (1475–1565), erster Bischof von Michoacán, Mexiko
- Vasco da Gama (um 1469–1524), portugiesischer Seefahrer, Entdecker des Seewegs nach Indien
- Vasco Fernandes, (um 1480–1543) genannt „Grão Vasco“, portugiesischer Renaissance-Maler

neuzeitlich
- Vasco Regaleira (1897–1968), portugiesischer Architekt
- Vasco Santana (1898–1958), portugiesischer Schauspieler
- Vasco Ugo Finni (1906–1968), Pseudonym des italienischen Komponisten, Regisseurs, Pianisten und Dirigenten Giovanni Fusco
- Vasco Bergamaschi (1909–1979), italienischer Radrennfahrer
- Vasco Pratolini (1913–1991), italienischer Schriftsteller und Drehbuchautor
- Vasco Gonçalves (1921–2005), portugiesischer General und Politiker
- Vasco de Lima Couto (1923–1980), portugiesischer Dichter und Schauspieler
- Vasco Giuseppe Bertelli (1924–2013), italienischer Altbischof von Volterra
- Vasco Joaquim Rocha Vieira (* 1939), der letzte portugiesische Gouverneur von Macau
- Vasco Pulido Valente (* 1941), portugiesischer Intellektueller (Autor, politischer Kommentator)
- Vasco Lourenço (* 1942), portugiesischer Offizier der Nelkenrevolution
- Vasco Graça Moura (1942–2014), portugiesischer Jurist, Politiker, Schriftsteller und Übersetzer
- Vasco Rossi (* 1952), italienischer Sänger
- Vasco Evtimov (* 1977), eigentlich Vassil Evtimov, französisch-bulgarischer Basketballspieler
- Vasco Brattka, deutscher Mathematiker, Informatiker und Hochschullehrer
- Vasco Brondi (* 1984), italienischer Musiker
- Vasco Regini (* 1990), italienischer Fußballspieler

### Familienname
- Grão Vasco (1475/1480–1543), portugiesischer Maler
- María Vasco (* 1975), spanische Geherin